# Segunda Categoría del Guayas 2002
El Campeonato Provincial de Segunda Categoría de Guayas 2002 es un torneo de fútbol en Ecuador en el cual compiten equipos de la provincia de Guayas. El torneo es organizado por la Asociación de Fútbol del Guayas (AsoGuayas) y es avalado por la Federación Ecuatoriana de Fútbol. El torneo inició el 4 de mayo de 2002. 
Participan 20 clubes de fútbol que disputarán la clasificación al torneo nacional de segunda categoría, que a su vez les dará la oportunidad de ascender a la Serie B para el siguiente año. El torneo consta de dos etapas regulares más una liguilla final.

## Equipos participantes
Participan la mayoría de los clubes de fútbol que estén afiliados a la Asociación de Fútbol del Guayas. En total participan un total de 20 equipos en la primera etapa conformada por cuatro grupos de cinco clubes, de los cuales 8 llegarán a la segunda etapa, de la cual saldrá el campeón.
| Equipos participantes | Equipos participantes  | Equipos participantes |
| --------------------- | ---------------------- | --------------------- |
| 9 de Octubre          | Atlético Daule         | Atlético Playas       |
| A.D. Naval            | Calvi                  | Carlos Borbor         |
| Don Café              | Estudiantes del Guayas | Everest               |
| L.D. Estudiantil      | Liga de Guayaquil      | Liceo Cristiano       |
| Milagro S.C.          | Montenegro F.C.        | Norte América         |
| Paladín "S"           | Panamá                 | Patria                |
| Rocafuerte F.C.       | Salesianos             |                       |

## Resultados
Los horarios corresponden a la hora de Ecuador (UTC-5)

### Primera fase

#### Grupo 1
| Equipo          | Pts | PJ | PG | PE | PP | GF | GC | Dif |
| --------------- | --- | -- | -- | -- | -- | -- | -- | --- |
| Panamá          | 19  | 8  | 6  | 1  | 1  | 26 | 8  | 18  |
| A.D. Naval      | 15  | 8  | 4  | 3  | 1  | 12 | 4  | 8   |
| Everest         | 14  | 8  | 4  | 2  | 2  | 11 | 9  | 2   |
| Liceo Cristiano | 4   | 8  | 1  | 1  | 6  | 6  | 19 | -13 |
| Calvi           | 3   | 8  | 0  | 3  | 5  | 7  | 22 | -15 |

#### Grupo 2
| Equipo            | Pts | PJ | PG | PE | PP | GF | GC | Dif |
| ----------------- | --- | -- | -- | -- | -- | -- | -- | --- |
| Montenegro F.C.   | 17  | 8  | 5  | 2  | 1  | 25 | 9  | 16  |
| 9 de Octubre      | 17  | 8  | 5  | 2  | 1  | 22 | 9  | 13  |
| Liga de Guayaquil | 11  | 8  | 3  | 2  | 3  | 13 | 14 | -1  |
| Salesianos        | 9   | 8  | 3  | 0  | 5  | 12 | 20 | -8  |
| Atlético Daule    | 2   | 8  | 0  | 2  | 6  | 7  | 27 | -20 |

#### Grupo 3
| Equipo        | Pts | PJ | PG | PE | PP | GF | GC | Dif |
| ------------- | --- | -- | -- | -- | -- | -- | -- | --- |
| Carlos Borbor | 21  | 8  | 7  | 0  | 1  | 25 | 9  | 16  |
| Milagro S.C.  | 19  | 8  | 6  | 1  | 1  | 36 | 7  | 29  |
| Paladín "S"   | 13  | 8  | 4  | 1  | 3  | 32 | 22 | 10  |
| Don Café      | 6   | 8  | 2  | 0  | 6  | 10 | 35 | -25 |
| Patria        | 0   | 8  | 0  | 0  | 8  | 5  | 35 | -30 |

#### Grupo 4
| Equipo                 | Pts | PJ | PG | PE | PP | GF | GC | Dif |
| ---------------------- | --- | -- | -- | -- | -- | -- | -- | --- |
| Rocafuerte F.C.        | 24  | 8  | 8  | 0  | 0  | 31 | 2  | 29  |
| Estudiantes del Guayas | 15  | 8  | 5  | 0  | 3  | 8  | 16 | -8  |
| L.D. Estudiantil       | 12  | 8  | 4  | 0  | 4  | 18 | 17 | 1   |
| Atlético Playas        | 6   | 8  | 2  | 0  | 6  | 9  | 18 | -9  |
| Norte América          | 3   | 8  | 1  | 0  | 7  | 7  | 20 | -13 |

### Segunda fase

#### Liguilla
| Equipo                 | Pts | PJ | PG | PE | PP | GF | GC | Dif |
| ---------------------- | --- | -- | -- | -- | -- | -- | -- | --- |
| Panamá                 | 36  | 14 | 11 | 3  | 0  | 38 | 7  | 31  |
| 9 de Octubre           | 29  | 14 | 9  | 2  | 3  | 32 | 13 | 19  |
| Montenegro F.C.        | 28  | 14 | 8  | 4  | 2  | 26 | 8  | 18  |
| Rocafuerte F.C.        | 23  | 14 | 6  | 5  | 3  | 30 | 11 | 19  |
| Milagro S.C.           | 16  | 14 | 5  | 1  | 8  | 29 | 25 | 4   |
| A.D. Naval             | 12  | 13 | 3  | 3  | 7  | 14 | 27 | -13 |
| Estudiantes del Guayas | 11  | 14 | 3  | 2  | 9  | 18 | 35 | -17 |
| Carlos Borbor          | 0   | 13 | 0  | 0  | 13 | 10 | 71 | -61 |